# Black Pencil
Black Pencil is een Nederlands ensemble. De bezetting bestaat uit een blokfluitist, panfluitist, altviolist, accordeonist en slagwerker. Het ensemble werd in 2010 opgericht en vernoemd naar de 15e-eeuwse Turkse schilder Mehmet Siya Kalem.
Ze verzorgden de muziek van het theaterstuk Tom op de Boerderij van Theatergroep Suburbia.

## Bezetting
- Jorge Isaac (blokfluit)
- Matthijs Koene (panfluit)
- Esra Pehlivanli (altviool)
- Marko Kassl (accordeon)
- Enric Monfort (slagwerk)

## Discografie
| Jaar | Titel             | Opmerkingen |
| ---- | ----------------- | ----------- |
| 2014 | Buffoni           |             |
| 2017 | Kaiseki           |             |
| 2018 | La Volta          |             |
| 2022 | Come Out, Caioni! |             |
| 2023 | Into Space        |             |